# クリスティーン・シルヴェスター
クリスティーン・シルヴェスター（Christine Sylvester, 1949年5月29日 - ）は、イギリスの政治学者、フェミニスト。専門は、国際関係論、開発論、フェミニズム思想。
ボストン大学で修士号（国際関係論）、ケンタッキー大学で博士号（政治学）を取得。ゲティスバーグ大学助教授・准教授、北アリゾナ大学政治学准教授・教授、オーストラリア国立大学開発研究センター「ジェンダー、文化、グローバリゼーション」プロジェクト長、オランダ国立社会科学大学院大学（Institute of Social Studies）教授を経て、2005年からランカスター大学政治・交際関係学部教授。
ポスト構造主義およびフェミニズム思想に立脚し、既存の国際関係論の見直しを進めている。

## 著書

### 単著
- Zimbabwe: the Terrain of Contradictory Development, (Westview Press, 1991).
- Feminist Theory and International Relations in a Postmodern Era,  (Cambridge University Press, 1994).
- Producing Women and Progress in Zimbabwe: Narratives of Identity and Work From the 1980s, (Heinemann Press, 2000).
- Feminist International Relations: An Unfinished Journey,  (Cambridge University Press, 2002).

### 共編著
- Transformations in the Global Political Economy, with Dennis Pirages, (Macmillan, 1990).